# 自由丘站 (东京都)
自由丘站（日语：／ Jiyūgaoka eki */?）是位於日本東京都目黑區自由之丘一丁目，屬於東急電鐵的鐵路車站。此站是目黑區最南的車站。

## 概要
此站有東橫線與大井町線停靠，是兩條路線的轉乘站。東橫線的車站編號是TY07、大井町線是OM10。
此站是站長所在站，管理「自由丘管內」此站與東橫線都立大學站、大井町線綠丘站、九品佛站、尾山台站、等等力站、上野毛站6個車站。

## 歷史
- 1927年（昭和2年）8月28日，以東京橫濱電鐵東橫線九品佛前站（九品仏前駅）的站名啟用[6]。當時的月台配置是島式1面2線[6]。
- 1929年
  - 10月22日，改名為自由丘（自由ヶ丘駅）[6]。
  - 11月1日，大井町線開通[6]。
- 1959年（昭和34年），東橫線月台改為島式2面4線[6]。
- 1961年（昭和36年），站前圓環設置女神像[6]。
- 1966年（昭和41年）1月20日，日文拼字改為平假名而成為[6]。
- 2005年度開始耐震補強與對無障礙環境的改良工程[5]。
- 2005年（平成17年）10月31日，北剪票口改建完成[7]。
- 2006年
  - 2月7日，大井町線1號線月台，東橫線3、4與5、6號線的扶手電梯竣工。
  - 3月31日 - 連結東橫線月台與大井町線月台的電梯啟用[8]。
  - 12月18日 - 正面口新設的售票處完工。
  - 12月21日  - 正面口的資訊處與定期券售票處啟用。
- 2007年（平成19年）3月下旬 - 正面口前與東橫線月台之間的電扶梯竣工。開通新付費區。
- 2008年（平成20年）3月 - 同月28日起大井町線開始運行急行，本站完成6輛編組月台延長工程。
- 2009年（平成21年）3月 - 為了因應與東京地下鐵副都心線相互直通運轉，本站進行月台延長工程以停靠十輛編組的特急、通勤特急、急行[9]。
- 2012年（平成24年）3月30日 - 「〜智慧模型自由丘站明亮計畫〜」：東急線首座車站採取全LED照明[10]。。
- 2013年（平成25年）
  - 3月16日 - 月台延伸區域啟用[11]。
  - 3月31日 - 「〜智慧模型自由丘站明亮計畫〜」：站內照明更新為「OLED照明器具」。

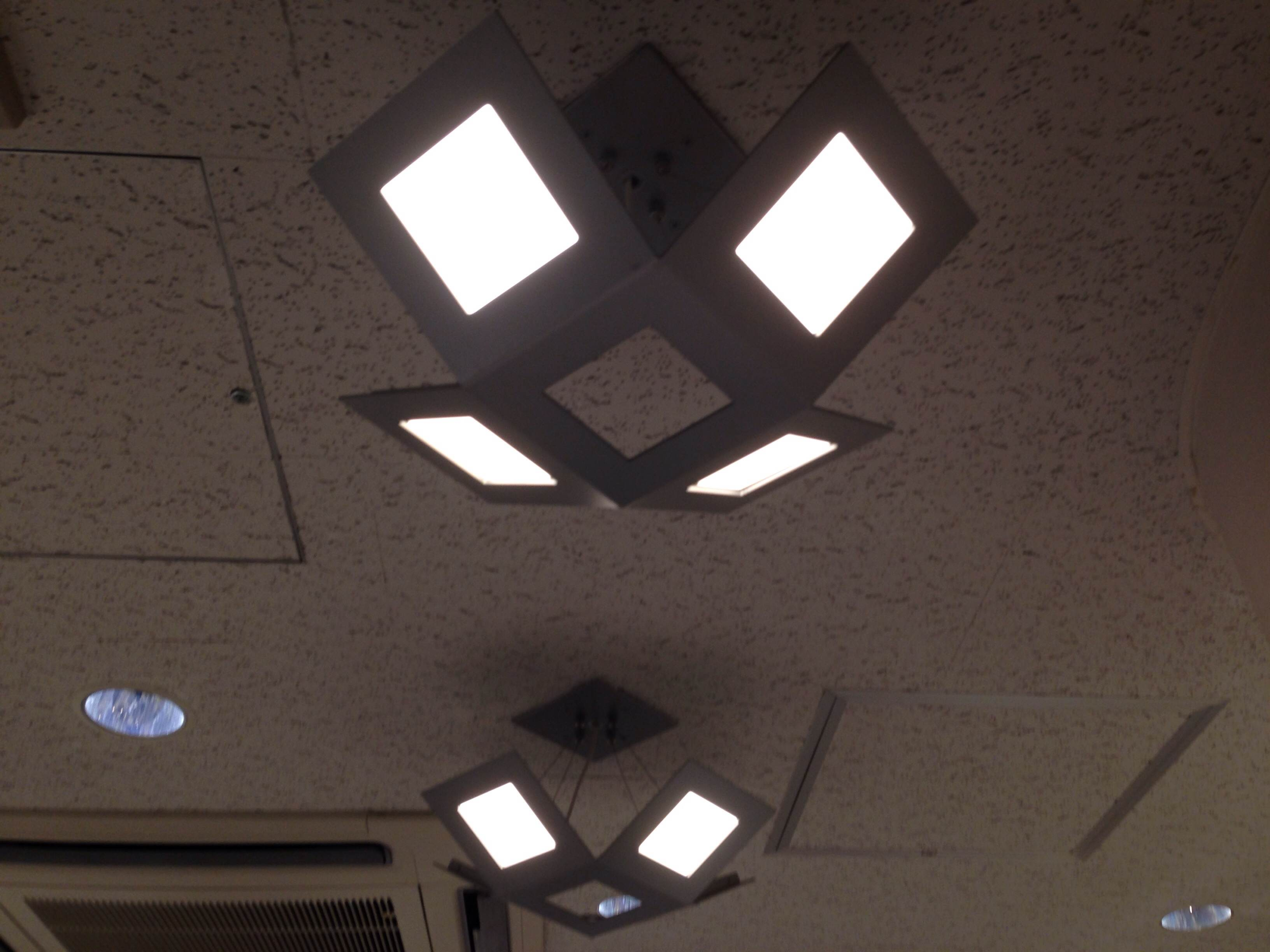
定期券售票處的OLED照明（2012年度）
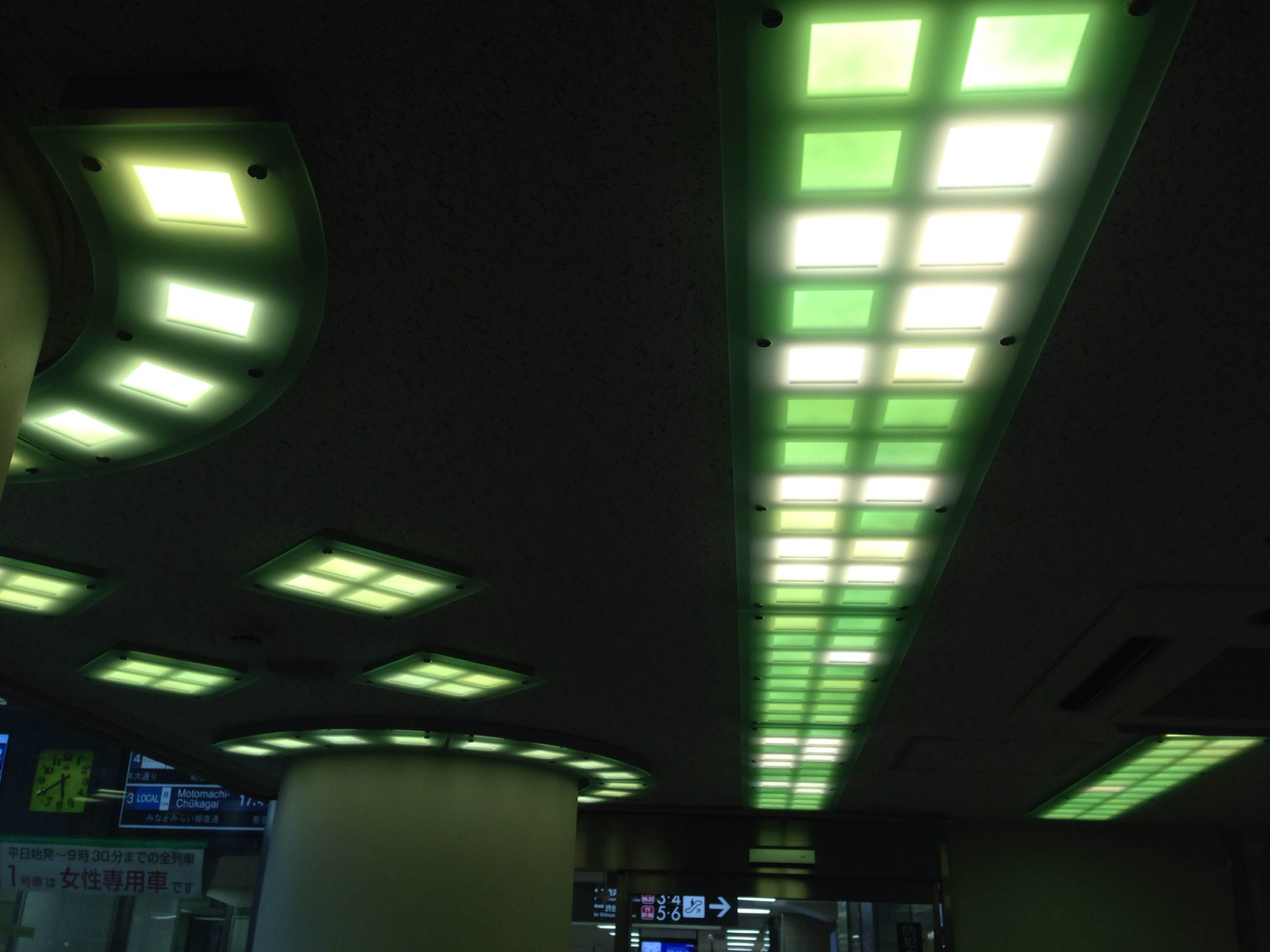
正面口剪票窗口的OLED照明（2012年度）
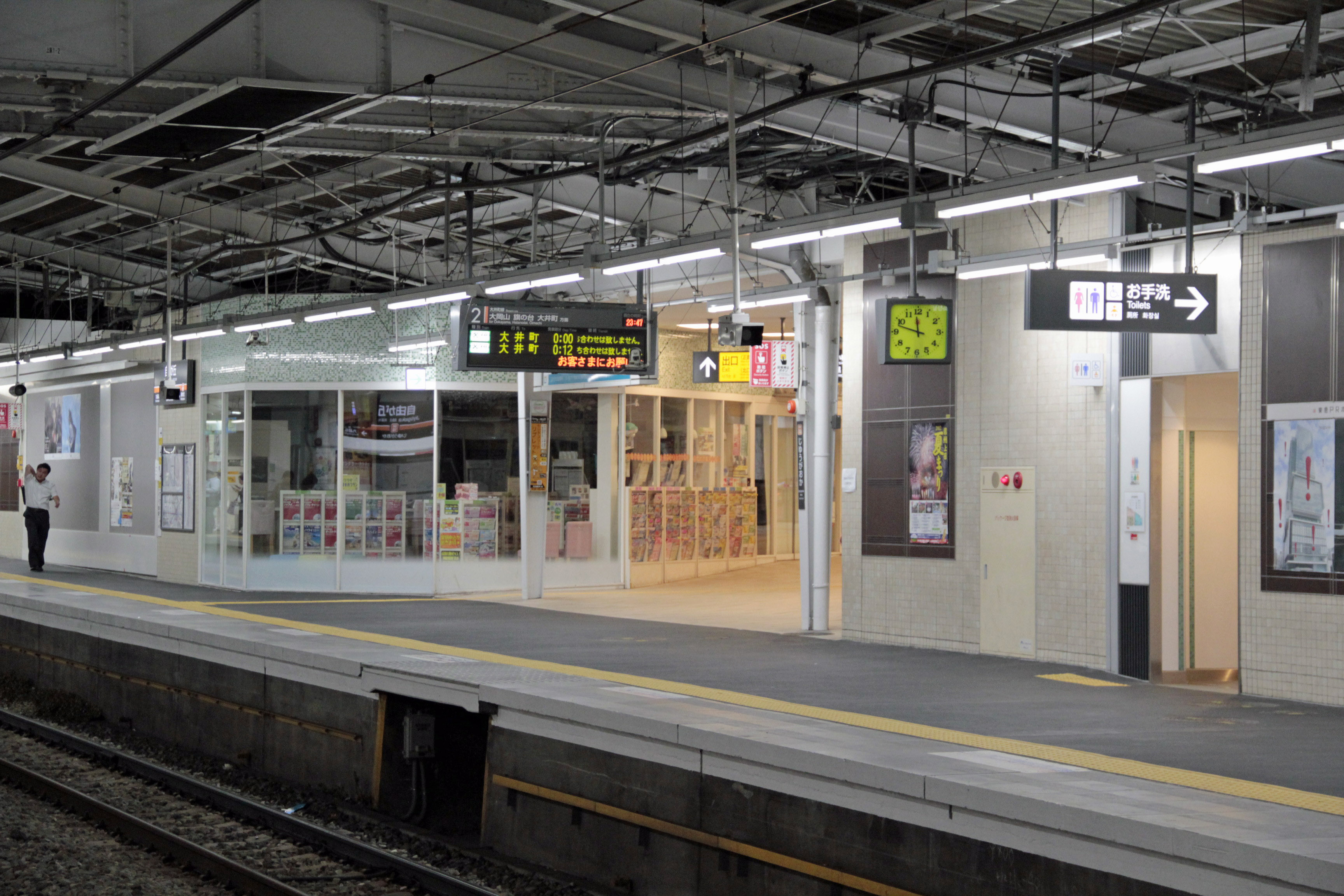
月台採用LED照明（2012年度）

## 車站結構
大井町線（1號月台、2號月台）為對向式月台2面2線的地面車站，東橫線（3號月台－6號月台）為島式月台2面4線的高架車站。

### 月台配置
| 月台 | 路線     | 方向 | 目的地                                                                     |
| ---- | -------- | ---- | -------------------------------------------------------------------------- |
| 1    | 大井町線 | 下行 | 二子玉川、溝之口方向                                                       |
| 2    | 大井町線 | 上行 | 大岡山、旗之台、大井町方向                                                 |
| 3、4 | 東橫線   | 下行 | 武藏小杉、橫濱、 港未來21線 元町·中華街方向                                |
| 5、6 | 東橫線   | 上行 | 澀谷、 副都心線 池袋、小竹向原、和光市、 池袋線 所澤、 東上本線 川越市方向 |

（來源：東急電鐵:車站構內圖 （页面存档备份，存于））
東橫線自2001年3月28日特急開始運行以來，與菊名站一樣全日進行緩急接續。緩急接續時，外側副本線的3、6號線停靠各站停車，內側本線的4、5號線停靠特急、通勤特急、急行。平日早晨尖峰時段可見澀谷方向月台乘客大排長龍，大量人潮湧入急行、通勤特急列車。
過去大井町線的九品佛側有自由丘檢車區。2007年11月15日檢車區廢除。
站名標看板在2012年3月實施的「〜智慧模型自由丘站明亮計畫〜」中全面LED化，使用薄型的LED看板。
平日有本站起訖的各站停車班次，早晨有三班開往菊名站，夜間元町・中華街站有一班開至本站。
另外，3號線與6號線的副本線會在深夜停放車輛，隔日早晨再回送。
本站 - 田園調布間設有橫渡線供列車緊急折返使用。
收費座席指定列車「S-TRAIN」在周六日駛入東橫線並停靠本站。

### 車站設施
- 正面口
  - 定期券售票處[4]、公共電話、交番、公共廁所
- 南口
  - 投幣式置物櫃、公共電話
- 北口
  - 內線電話、公共電話、投幣式置物櫃、ranKing ranQueen（日语：ランキンランキン）自由之丘店
- 大井町線上行月台
  - 廁所、toks（日语：toks）、TECO PLAZA （页面存档备份，存于）自由丘站店、公共電話、Soup Stock Tokyo（日语：スープストックトーキョー）自由之丘店
- 大井町線下行月台
  - 廁所、toks、ranKing ranQueen自由之丘南口店

## 使用情況
2016年度1日平均上下車人次如下表。
- 東橫線 - 2016年度1日平均上下車人次為98,262人。
- 大井町線 - 2016年度1日平均上下車人次為55,703人。

### 各年度1日平均上下車人次
近年1日平均上下車人次變化如下表。
| 年度               | 東橫線             | 東橫線 | 轉乘人次 | 大井町線           | 大井町線 |
| 年度               | 1日平均 上下車人次 | 增長率 | 轉乘人次 | 1日平均 上下車人次 | 增長率   |
| ------------------ | ------------------ | ------ | -------- | ------------------ | -------- |
| 2003年（平成15年） | 83,998             | 2.6%   | 122,012  | 36,331             | 6.4%     |
| 2004年（平成16年） | 83,161             | -1.0%  | 128,395  | 37,841             | 4.2%     |
| 2005年（平成17年） | 83,582             | 0.5%   | 131,705  | 38,802             | 2.5%     |
| 2006年（平成18年） | 86,521             | 3.5%   | 137,660  | 40,753             | 5.0%     |
| 2007年（平成19年） | 87,319             | 0.9%   | 140,072  | 48,832             | 19.8%    |
| 2008年（平成20年） | 92,323             | 5.7%   | 148,078  | 47,352             | -3.0%    |
| 2009年（平成21年） | 92,236             | -0.1%  | 156,684  | 48,711             | 2.9%     |
| 2010年（平成22年） | 91,202             | -1.1%  | 161,375  | 49,404             | 1.4%     |
| 2011年（平成23年） | 90,099             | -1.2%  | 160,717  | 49,566             | 0.3%     |
| 2012年（平成24年） | 91,962             | 2.1%   | 165,198  | 51,341             | 3.6%     |
| 2013年（平成25年） | 95,721             | 4.1%   | 167,883  | 53,389             | 4.0%     |
| 2014年（平成26年） | 96,158             | 0.5%   | 168,003  | 53,617             | 0.4%     |
| 2015年（平成27年） | 97,453             | 1.3%   | 172,909  | 54,943             | 2.5%     |
| 2016年（平成28年） | 98,262             |        |          | 55,703             |          |

### 各年度1日平均上車人次
各年度1日平均上車人次如下表（包括大井町線的上車人次）。
| 年度   | 東橫線 | 大井町線 | 來源   |
| ------ | ------ | -------- | ------ |
| 1990年 | 96,556 | 75,863   | [ 17 ] |
| 1991年 | 96,451 | 77,109   | [ 18 ] |
| 1992年 | 94,482 | 74,068   | [ 19 ] |
| 1993年 | 92,521 | 71,671   | [ 20 ] |
| 1994年 | 35,937 | 15,471   | [ 21 ] |
| 1995年 | 34,973 | 16,025   | [ 22 ] |
| 1996年 | 35,252 | 15,600   | [ 23 ] |
| 1997年 | 35,515 | 15,658   | [ 24 ] |
| 1998年 | 37,236 | 16,200   | [ 25 ] |
| 1999年 | 38,366 | 16,486   | [ 26 ] |
| 2000年 | 38,726 | 16,570   | [ 27 ] |
| 2001年 | 39,337 | 16,874   | [ 28 ] |
| 2002年 | 40,041 | 17,068   | [ 29 ] |
| 2003年 | 41,268 | 18,257   | [ 30 ] |
| 2004年 | 41,274 | 18,756   | [ 31 ] |
| 2005年 | 41,613 | 19,435   | [ 32 ] |
| 2006年 | 43,033 | 20,419   | [ 33 ] |
| 2007年 | 43,298 | 24,445   | [ 34 ] |
| 2008年 | 45,800 | 23,721   | [ 35 ] |
| 2009年 | 45,855 | 24,427   | [ 36 ] |

## 車站周邊
- 超市
  - fullel with（フレル・ウィズ）自由之丘東急store（日语：東急ストア）
  - AEON MARKET（日语：Peacock Store）自由之丘店
  - 青葉食品館自由之丘店
  - THE GARDEN自由之丘（日语：シェルガーデン）自由之丘店
  - 紀之國屋等等力店

- 其他
  - 奧澤站（步行10分）
  - 目黑自由之丘郵便局
  - 東急PLAZA
  - MELSA自由之丘店（日语：メルサ）
  - 白樺廣小路廣場
  - 自由之丘學園高等學校（日语：自由ヶ丘学園高等学校）
  - 自由之丘甜點森林
  - 山野樂器（日语：山野楽器）自由之丘店
  - 魚菜學園
  - 山田電機LABI自由之丘店
  - marie claire（マリークレール）通
  - Luz自由之丘
  - 自由之丘產能短期大學
  - 熊野神社 (目黑區)（日语：熊野神社 (目黒区)）[5]

### 巴士路線
- 自由丘站[37]
  - 東急巴士

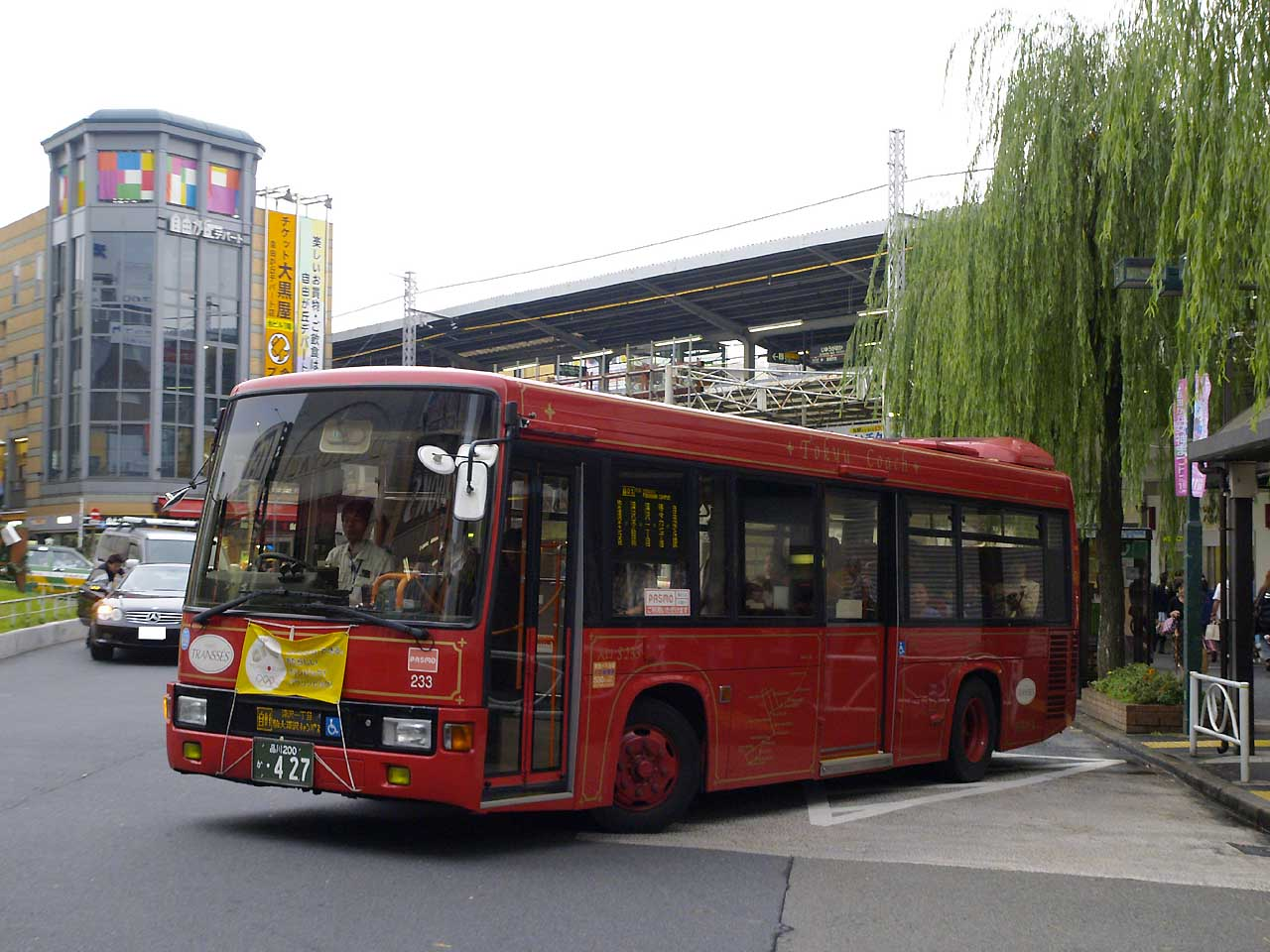
東急Coach自由之丘線

    - <自01> 往駒大深澤校區前（經深澤一丁目、深澤不動前）[37] ※除假日15時至18時以外全日行駛
    - <自02> 往駒大深澤校區前（經EEDAN MALL深澤、深澤不動前）[37] ※早晨、深夜行駛
    - <自12> 往東京醫療中心（日语：国立病院機構東京医療センター）（經EEDAN MALL深澤）[37] ※白天行駛

- 自由丘站入口[38] - 自01系統與自12系統的巴士站名為自由丘站。
  - 東急巴士
    - <澀11> 往澀谷站（經八雲高校（日语：八雲学園中学校・高等学校）、東京醫療中心前、駒澤大學站前）[38]
    - <澀11> 往田園調布站[38]
    - <自01> 往駒大深澤校區前（經深澤一丁目、深澤不動前）[38] ※假日15時至18時行駛
    - <自12> 往東京醫療中心（經EEDAN MALL深澤）[38] ※假日15時至18時行駛

## 站名由來
附近的古刹九品佛淨真寺安置9座阿彌陀如來像，因而稱作「九品佛」（日语：／）。車站設站當時作為最近站而命名為「九品佛前站」。隨著大井町線通車，該寺附近新設「九品佛站」，原先計畫以車站所在地荏原郡碑衾村大字衾（ふすま）更名為「衾站」，後因大字改為自由之丘，因而直接改為「自由丘站」。

## 相鄰車站
東急電鐵
 東橫線
■特急、□通勤特急
中目黑（TY03）－自由丘（TY07）－武藏小杉（TY11）
■急行
學藝大學（TY05）－自由丘（TY07）－田園調布（TY08）
■各站停車
都立大學（TY06）－自由丘（TY07）－田園調布（TY08）
 大井町線
■急行
大岡山（OM08）－自由丘（OM10）－二子玉川（OM15）
□各站停車（二子新地、高津通過）、■各站停車（二子新地、高津停車）
綠丘（OM09）－自由丘（OM10）－九品佛（OM11）

## 延伸閱讀
- 宮田道一. . JTBパブリッシング. 2008-09-01. ISBN 9784533071669.

## 外部連結
- 自由が丘（各站資訊） - 東急電鐵
- 自由が丘オンラインマガジン （页面存档备份，存于）
- 東急東橫線都立大學～自由が丘站間連続立体交差事業の推進に向けて（現況調査）